# Kochánov (Uhlířské Janovice)
Kochánov (německy Kochanow) je část města Uhlířské Janovice v okrese Kutná Hora. Nachází se asi čtyři kilometry jižně od Uhlířských Janovic. Pramení zde řeka Výrovka. Kochánov leží v katastrálním území Kochánov u Mitrova o rozloze 1,74 km².

## Historie
První písemná zmínka o vesnici pochází z roku 1381.